# NGC 647
NGC 647 è una lontana galassia lenticolare situata nella costellazione della Balena, a una distanza di circa 593 milioni di anni luce dalla nostra Via Lattea.

## Scoperta
NGC 647 è stata scoperta nel 1886 dall'astronomo statunitense Francis Leavenworth.

## Descrizione
Il database SIMBAD la classifica come galassia LINER, cioè una galassia il cui nucleo presenta uno spettro di emissione caratterizzato da larghe righe di atomi debolmente ionizzati.